# Alphonsea sonlaensis
Alphonsea sonlaensis är en kirimojaväxtart som beskrevs av Nguyên Tiên Bân. Alphonsea sonlaensis ingår i släktet Alphonsea och familjen kirimojaväxter. Inga underarter finns listade i Catalogue of Life.